# ارنست استاهلینگر
ارنست استاهلینگر (آلمانی: Ernst Stuhlinger؛ زاده ۱۹ دسامبر ۱۹۱۳ درگذشته ۲۵ مهٔ ۲۰۰۸) یک فیزیک‌دان اهل آلمان و دانشمند اتمی، الکتریکی و موشکی آلمانی آمریکایی بود. پس از آنکه به ایالات متحده آورده شد به عنوان بخشی از عملیاتی با نام گیره کاغذ، او به اتفاق تیم ورنر فون براون سیستم‌های هدایت کننده ارتش ایالات متحده را توسعه دادند و بعدها دانشمند ناسا شد. او همچنین در توسعه موتور یونی برای پرواز فضایی طولانی مدت و طیف گسترده‌ای از آزمایش‌های علمی نقش داشت.